# Kätkänjärvi
Kätkänjärvi är en sjö i Finland. Den ligger i kommunen Alajärvi i landskapet Södra Österbotten, i den centrala delen av landet, 300 km norr om huvudstaden Helsingfors. Kätkänjärvi ligger 149,1 meter över havet. Den är 2,6 meter djup. Arean är 2,61 kvadratkilometer och strandlinjen är 9,28 kilometer lång. Sjön  ingår i Lappo å huvudavrinningsområde.   I omgivningarna runt Kätkänjärvi växer i huvudsak blandskog. Den sträcker sig 2,8 kilometer i nord-sydlig riktning, och 1,7 kilometer i öst-västlig riktning.